# Очиток едкий
Очи́ток е́дкий (лат. Sédum ácre) — многолетнее травянистое суккулентное растение, вид рода Очиток (Sedum) семейства Толстянковые (Crassulaceae), типовой вид этого рода.

## Ботаническое описание
Небольшое голое многолетнее растение с тонким, ползучим корневищем и многочисленными приподнимающимися стеблями, покрытыми мелкими листьями. Листья мясистые, яйцевидные, тупые, выпуклые на спинке, при основании утолщенные, с округлой горбинкой, 2–5 мм длиной и 2–3,5 мм шириной, на бесплодных побегах черепичато расположенные в пять–шесть рядов, на цветоносных более расставленные.
Соцветие из укороченных колосообразных ветвей, расположенных полузонтиком, с почти сидячими цветками. Чашечка 2–5 мм длиной, чашелистики свободные. Венчик состоит из золотисто-жёлтых ланцетовидных или линейно-ланцетных, острых лепестков в два-три раза длиннее чашечки. Чашелистиков и лепестков по пять. Тычинок десять, они немного короче лепестков.
Плод — листовка, бледно-зелёной или беловатой окраски, 3,5–4,5 мм длиной, ланцетная, звёздчато расходящаяся, с коротким, прямым носиком.
Формула цветка: {\displaystyle \ast K_{5}\;C_{5}\;A_{5+5}\;G_{\underline {5}}}.
Цветёт с конца весны до середины лета.

## Распространение и экология
Растение с европейско-западноазиатским и североафриканским ареалом. В России встречается в европейской части, Предкавказье и, как заносное, в Западной Сибири и Приморье. Обыкновенный вид во всех среднерусских областях. В качестве адвентивного вида распространился по умеренным широтам Северной Америки, в Чили, на юге Аргентины, в Ассаме, на Тасмании.
Растёт по сухим местам на песчаной почве, сухих полянах, опушках, пустырях, насыпях, обнажениях известняка, каменистых склонах. Иногда встречается как сорное в посевах, способен поселяться на кирпичных кладках. 
Очиток едкий проявляет гигрохастические движения, которые приводят к открыванию листовок при увлажнении и их закрыванию при высыхании. Растение использует гигрохазию для дисперсии своих семян.

## Химический состав
Содержит от 40 до 75 мг% аскорбиновой кислоты.
Из травы выделен кристаллический алкалоид седамин ({\displaystyle {\ce {C14H21ON}}}).

## Хозяйственное значение и применение
В зелёных частях содержит ядовитый сок который при попадании на кожу вызывает воспаления и пузыри, в небольших количествах только покраснение. При попадании внутрь вызывает рвоту и диарею. Введения под кожу собаки 7 грамм сока на 1 кг животного через ¼ часа вызвало слюноотделение, дрожание мускулов, учащенное дыхание и нерешительную поступь. Затем наступила сонливость, перешедшая в бессознательное состоянии. После обильного выделения мочи и поноса всё вернулось в норму.
Козами поедается, другими сельскохозяйственными животными нет. Ядовита для всех сельскохозяйственных животных за исключением коз.
Медонос. В июне — июле, даже при засухе, выделяет много нектара. Продуктивность мёда сплошными зарослями достигает 35 кг/га, по другим данным до 95 кг/га. Один цветок выделяет 0,2–0,5 мг нектара в сутки.
В народной медицине применялось от эпилепсии, водянки, лихорадки.
Выращивается как декоративное растение.

## Классификация

### Таксономия
Sedum acre L., 1753, Sp. Pl.: 432
Вид Очиток едкий относится к роду Очиток (Sedum) семейства Толстянковые (Crassulaceae) порядка Камнеломкоцветные (Saxifragales). Кладограмма в соответствии с Системой APG IV по состоянию на декабрь 2023 года:
|  |                          |  |                                   |                                   |              |  | еще 14 семейств | еще 14 семейств |              |  |                        |  | еще 473 подтвержденных вида и 166 видов, ожидающих подтверждения | еще 473 подтвержденных вида и 166 видов, ожидающих подтверждения |  |
|  |                          |  |                                   |                                   |              |  | еще 14 семейств | еще 14 семейств |              |  |                        |  | еще 473 подтвержденных вида и 166 видов, ожидающих подтверждения | еще 473 подтвержденных вида и 166 видов, ожидающих подтверждения |  |
|  |                          |  |                                   | порядок Камнеломкоцветные         |              |  |                 |                 | Очиток       |  |                        |  |                                                                  |                                                                  |  |
|  |                          |  |                                   | порядок Камнеломкоцветные         |              |  |                 |                 | Очиток       |  | 1 внутривидовой таксон |  |                                                                  |                                                                  |  |
|  | клада Цветковые растения |  |                                   |                                   | Толстянковые |  |                 |                 | Очиток едкий |  |                        |  |                                                                  |                                                                  |  |
|  | клада Цветковые растения |  |                                   |                                   |              |  |                 |                 |              |  |                        |  |                                                                  |                                                                  |  |
|  |                          |  | ещё 63 порядка цветковых растений | ещё 63 порядка цветковых растений |              |  |                 | еще 52 рода     | еще 52 рода  |  |                        |  |                                                                  |                                                                  |  |
|  |                          |  |                                   | ещё 63 порядка цветковых растений |              |  |                 |                 | еще 52 рода  |  |                        |  |                                                                  |                                                                  |  |

### Внутривидовые таксоны
- Sedum acre subsp. majus (Masters) R.T.Clausen

### Синонимы
- Sedum acre subsp. neglectum (Ten.) Arcang.
- Sedum acre var. robustum Velen.
- Sedum drucei Graebn. in Druce
- Sedum erectum Freyn
- Sedum glaciale Clarion ex DC.
- Sedum krajinae Domin
- Sedum neglectum Ten.
- Sedum procumbens Schrank
- Sedum robustum (Velen.) Domin
- Sedum wettsteinii Freyn
- Sedum zlatiborense Domin